# Viktorija Tkatsjoek
Viktorija Viktorivna Tkatsjoek (Oekraïens: Вікто́рія Ві́кторівна Ткачу́к) (8 november 1994) is een Oekraïens hordeloopster, die gespecialiseerd is in de 400 meter horden.

## Carrière
Op de Olympische Spelen van Rio de Janeiro liep Tkatsjoek de halve finale op de 400 meter horden voor Oekraïne, op de Olympische Spelen van Tokio werd ze op dat onderdeel zesde in de finale. Ook liep ze daar de 4x400 meter estafette. Voor de Olympische Spelen van Parijs in 2024 is ze gekwalificeerd. In 2022 verloor ze in München nipt van Femke Bol.
In 2021 liep ze haar persoonlijk beste tijd in Zürich: 53,76 sec.
Op de Europese kampioenschappen atletiek 2022 behaalde ze zilver op de 400 meter horden.